# Burgstall Minettenheim
Die Burg Minettenheim bezeichnet eine abgegangene, hochmittelalterliche Turmhügelburg (Motte) am Südrand des Gemeindeteils Minettenheim von Hilpoltstein im mittelfränkischen Landkreis Roth in Bayern.
Sie ist unter dem Aktenzeichen D-5-6733-0026 als Bodendenkmal in die bayerische Denkmalliste eingetragen.
Das Burgareal ist heute noch gegenüber der Umgebung kegelförmig erhöht, so dass eine ursprüngliche Gestalt der Burg als Motte angenommen werden kann. Auf dem max. 16 × 13 m großen Plateau steht heute ein Wohnhaus. Spuren einer Befestigung sind nicht mehr erkennbar.

## Geschichte
In Minettenheim stand im Mittelalter eine Burg des zwischen 1115 und 1268 nachgewiesenen Reichsministerialengeschlechts derer von Immenerla/Immenerlech. Im 13. Jahrhundert folgten ihnen die Rindsmaul, die 1370 die Burg an Heinrich von Stein verkauften. Dieser Besitz entwickelte sich zu einem Landsassengut, dessen Inhaber mehrmals wechselten und ab 1540 aus dem Bürgertum kamen. Um 1585/90 wurde der Herrensitz unter dem damaligen Besitzer Marx Kötzler, Pfleger zu Hilpoltstein, nach Mörlach verlegt. 1714 wurde der Burgstall, in dem zu diesem Zeitpunkt noch ein altes Ehepaar lebte, durch den damaligen Besitzer von Schloss Mörlach, einem Freiherren von Eckert, abgebrochen.